# Lucien Mahin
 (janvier 2021).
La mise en forme du texte ne suit pas les recommandations de Wikipédia : il faut le « wikifier ».
Les points d'amélioration suivants sont les cas les plus fréquents. Le détail des points à revoir est peut-être précisé sur la page de discussion.
- Les titres sont pré-formatés par le logiciel. Ils ne sont ni en capitales, ni en gras.
- Le texte ne doit pas être écrit en capitales (les noms de famille non plus), ni en gras, ni en italique, ni en « petit »…
- Le gras n'est utilisé que pour surligner le titre de l'article dans l'introduction, une seule fois.
- L'italique est rarement utilisé : mots en langue étrangère, titres d'œuvres, noms de bateaux, etc.
- Les citations ne sont pas en italique mais en corps de texte normal. Elles sont entourées par des guillemets français : « et ».
- Les listes à puces sont à éviter, des paragraphes rédigés étant largement préférés. Les tableaux sont à réserver à la présentation de données structurées (résultats, etc.).
- Les appels de note de bas de page (petits chiffres en exposant, introduits par l'outil «  Source ») sont à placer entre la fin de phrase et le point final[comme ça].
- Les liens internes (vers d'autres articles de Wikipédia) sont à choisir avec parcimonie. Créez des liens vers des articles approfondissant le sujet. Les termes génériques sans rapport avec le sujet sont à éviter, ainsi que les répétitions de liens vers un même terme.
- Les liens externes sont à placer uniquement dans une section « Liens externes », à la fin de l'article. Ces liens sont à choisir avec parcimonie suivant les règles définies. Si un lien sert de source à l'article, son insertion dans le texte est à faire par les notes de bas de page.
- La présentation des références doit suivre les conventions bibliographiques. Il est recommandé d'utiliser les modèles {{Ouvrage}}, {{Chapitre}}, {{Article}}, {{Lien web}} et/ou {{Bibliographie}}. Le mode d'édition visuel peut mettre en forme automatiquement les références.
- Insérer une infobox (cadre d'informations à droite) n'est pas obligatoire pour parachever la mise en page.

Pour une aide détaillée, merci de consulter Aide:Wikification.
Si vous pensez que ces points ont été résolus, vous pouvez retirer ce bandeau et améliorer la mise en forme d'un autre article.
Lucien Mahin, dit Lucyin Mahin, de son nom de plume Louline Vôye, né le 31 décembre 1953 à Villance, est un vétérinaire, poète et écrivain belge d'expression wallonne, chercheur et promoteur de la langue wallonne.

## Biographie

### Situation personnelle
Lucyin Mahin, né Lucien Mahin, grandit dans un milieu où la communication en wallon est courante mais limitée à un environnement très local. Il exerce la médecine vétérinaire à partir de 1977. En 1981, il s'établit au Maroc, où il accomplit toute sa carrière, d'abord en tant qu'enseignant et chercheur à l'Institut agro-vétérinaire de Rabat jusqu'en 1985 puis comme vétérinaire indépendant dans la région des Doukkala.
Au moment de son installation en Afrique du Nord, Lucyin Mahin réalise à la fois l'étendue et de la cohérence[non neutre] de la langue wallonne au-delà du cercle local ainsi que le danger d'extinction dans laquelle elle se trouve. Cette prise de conscience aboutit à un engagement linguistique en faveur du wallon.

### Œuvre
Lucyin Mahin est l'auteur de romans et de poésies. Ces romans étaient précurseurs[non neutre] de la littérature wallonne moderne en cela que les protagonistes et lieux de l'action n'y sont pas le petit village rural wallon de l'entre-deux-guerres, comme c'était traditionnellement le cas dans la littérature wallonne du XXe siècle. Son nom de plume, Louline Vôye, est inspiré de « Li halene evoye », qui signifie en wallon « la chenille voyageuse » ou « la chenille en route. Ce pseudonyme constitue également un clin d'œil au blason populaire des habitants de son village natal, les Oulines (les Chenilles), et à son départ loin de celui-ci, au Maroc.
Dans le but de promouvoir la langue wallonne, il anime des sites et diffusion de contenus sur internet. Il est à l'origine du premier « blog » – fondé avant que ce terme existe – écrit en wallon et hébergé chez un fournisseur d'accès internet marocain. Il est rédacteur en chef de plusieurs revues dont : Li Rantoele. Cet auteur organise des conférences, des cours et des tables de conversations lors de ses séjours en Wallonie. Il redige également un cours de langue centré sur le parler wallon de sa région, qui se veut un support scolaire.
Lucyin Mahin est un des initiateurs du mouvement aboutissant à la création d'une orthographe unifiée de la langue wallonne (connue comme r(i)fondou walon en wallon). Dans ce cadre, il travaille principalement sur la lexicologie et sur la grammaire, notamment des particularités des parlers de Basse Ardenne. Il est également repris dans plusieurs anthologies : Limès (1992,  (ISBN 2930047011)), Paroles d'oïl (Geste éditions, 1994,  (ISBN 2-905061-95-2)), Scrîre (UCW, 1993) et Scrîjeûs d' Ârdène (2002, avec Michel Francard).

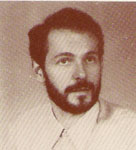
En 1983.
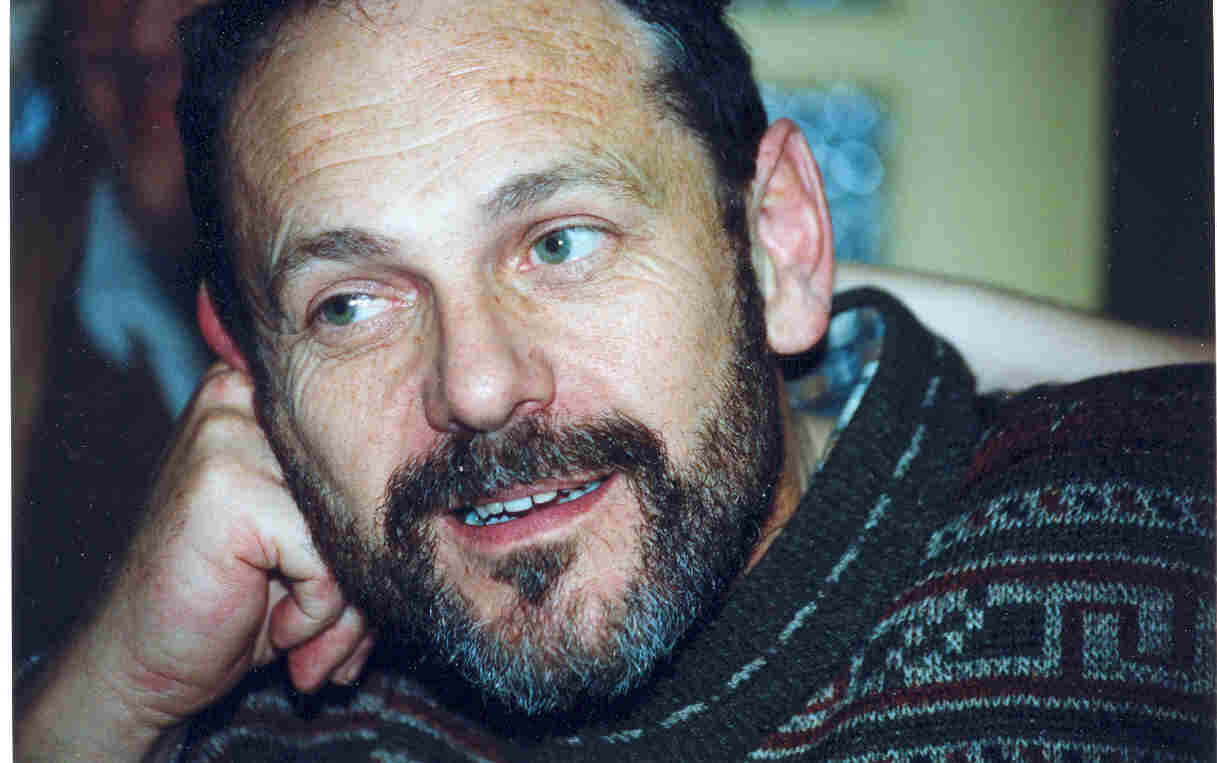
Vers l'an 2000.
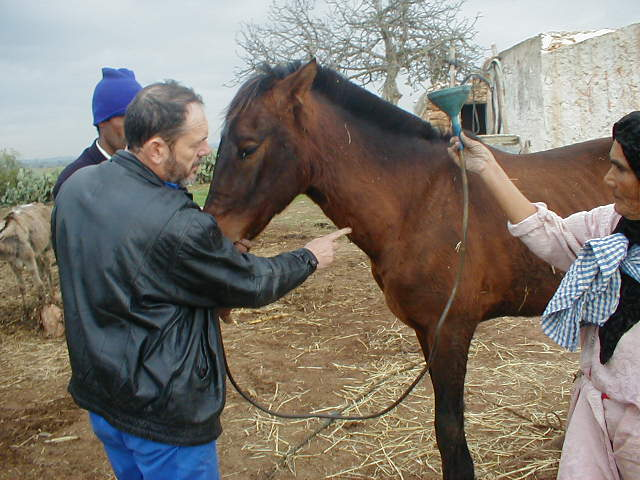
Lucyin soignant un cheval, en 2004.
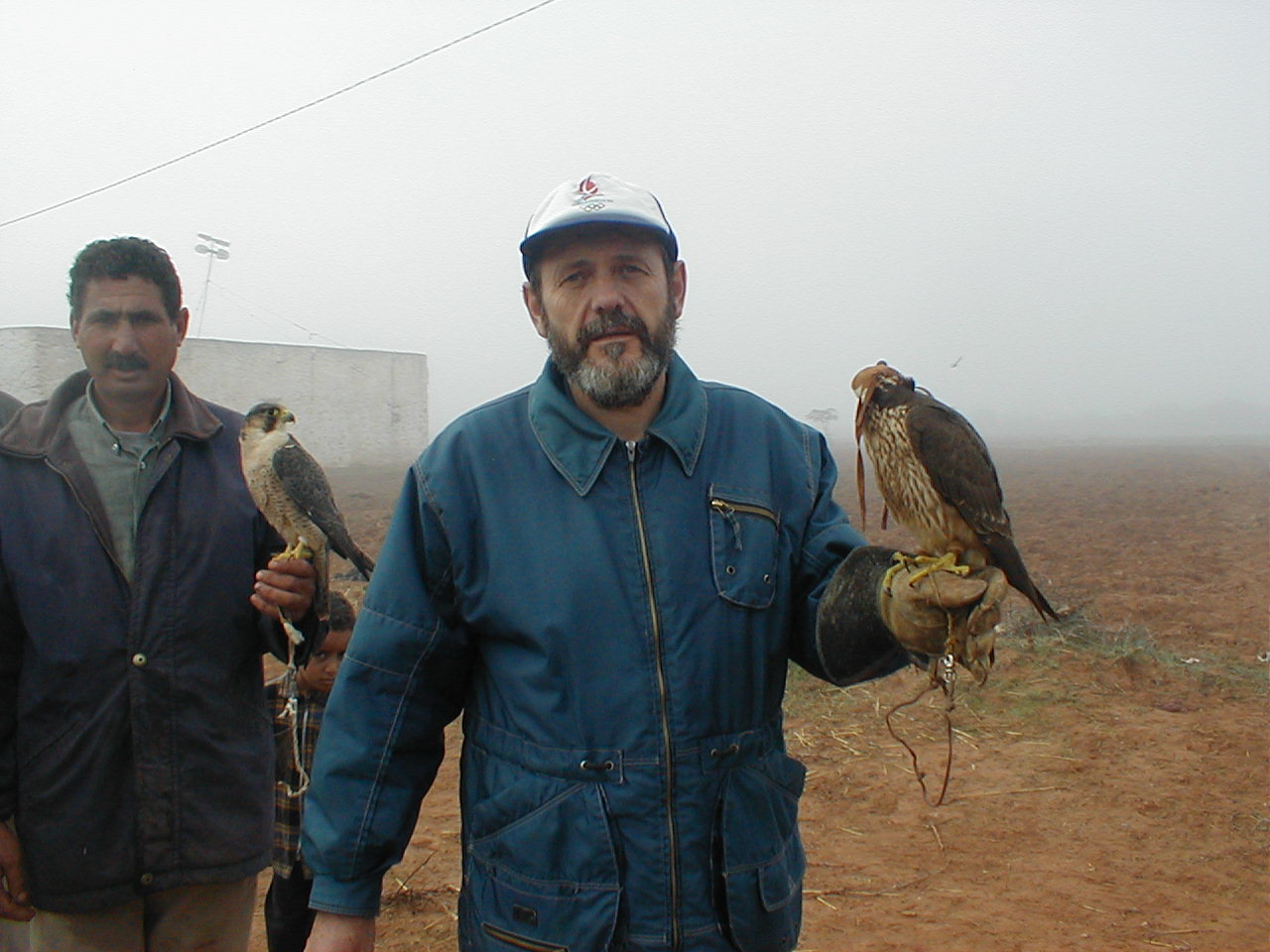
Lucyin avec les fauconniers du Maroc, en 2005.
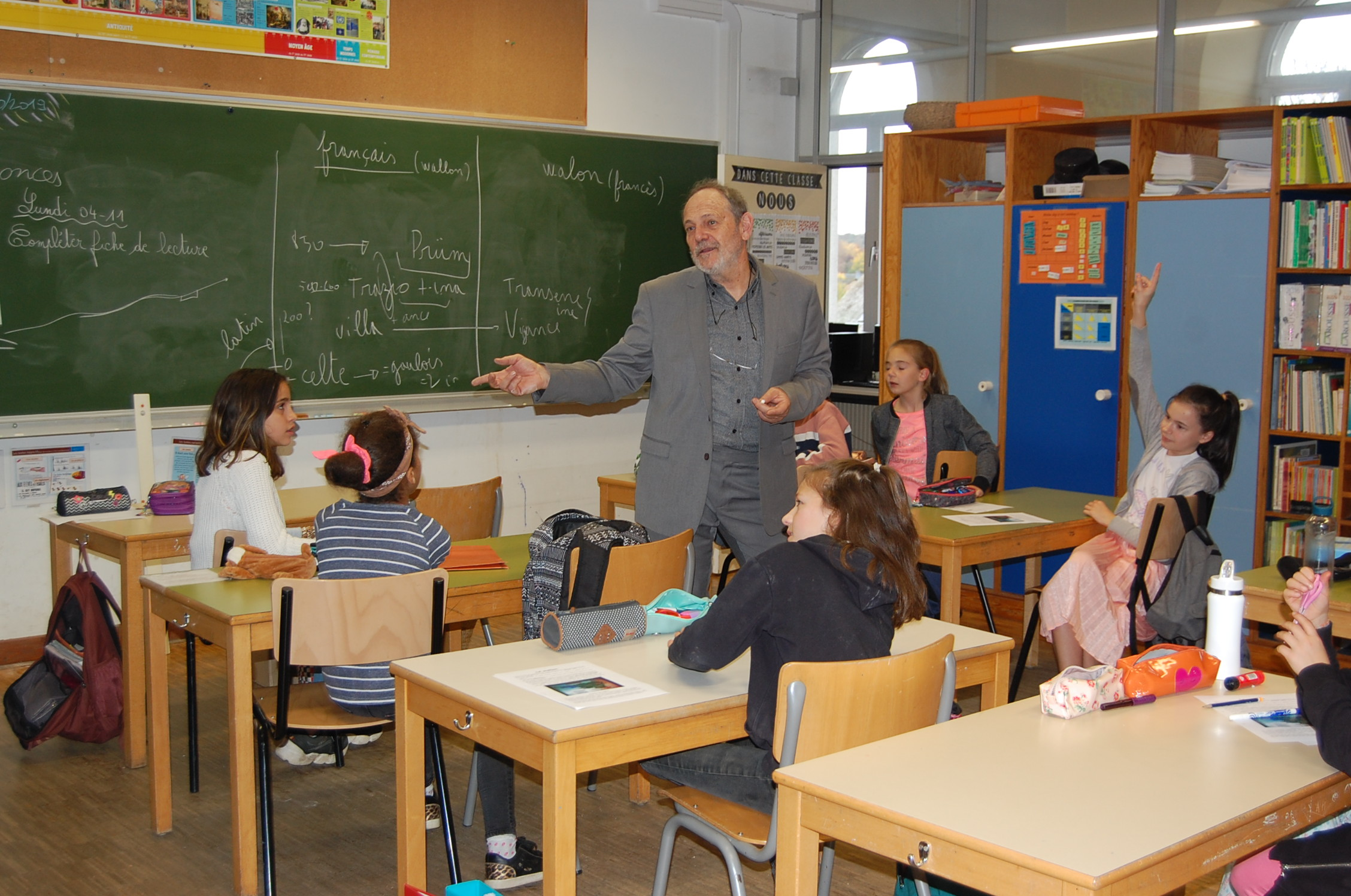
Lucyin donnant des cours de wallon, en 2019.

## Carrière littéraire et travail en faveur du wallon

### Débuts
En 1981, Lucyin Mahin commence à écrire des textes en wallon, qui sont corrigés par Lucien Léonard (wa) et publiés dans la section « Cwand dji n' sai rén, dji m' tai » (wa) de l'Avenir du Luxembourg. Lucien Léonard lui enseigne à transcrire l'accent de Transinne selon le système Feller.
En 1984, il publie le premier tome d'un manuel scolaire, Ene båke so les bwès d' l' Årdene (en français « Un regard sur les forêts ardennaises »), dont les deuxième et troisième opus sortent en 1993. Pour le vernissage du premier tome à Redu, il invite Raymond Mouzon et Omer Marchal. Pour la sortie des deux autres, neuf ans après, il organise de nouveau à Redu un séminaire sur l'avenir du wallon, auxquels participent certains orateurs et chercheurs renommés[non neutre] pour la langue wallonne comme Laurent Hendschel (wa), Lucien Somme (wa), Émile Pècheur, Michel Francard et Noël Anselot. À partir de cette date, il travaille sur le rifondaedje (normalisation orthographique) du wallon avec Laurent Hendschel et Thierry Dumont (wa). Entre temps, Lucyin Mahin écrit une première nouvelle, (wa) Li ptite comere avou l' blanke camizole (en français « la jeune fille avec un chemisier blanc »), qui est publiée en 1989 par la Société de langue et de littérature wallonnes.

En 1994, il organise à Transinne une rencontre de rcåzeus (néo-locuteurs) du wallon. Plus de 60 personnes sont véhiculées par des jeunes guides entre trois séances : une sur les outils d'antan (menée par Arthur Schmitz et Johan Viroux), une sur l'actualité (les troubles au Rwanda, présentation par Omer Marchal et les discussions menées par Laurent Hendschel) et la troisième sur la dialectologie avec la présence de Marcel Slangen. La rencontre est rapportée à la radio par Pierrot Dufaux, dans le cadre de l'émission « 900.000 Wallons » ; ainsi qu'à la télévision par Jany Paquay, avec « Wallons-nous ».

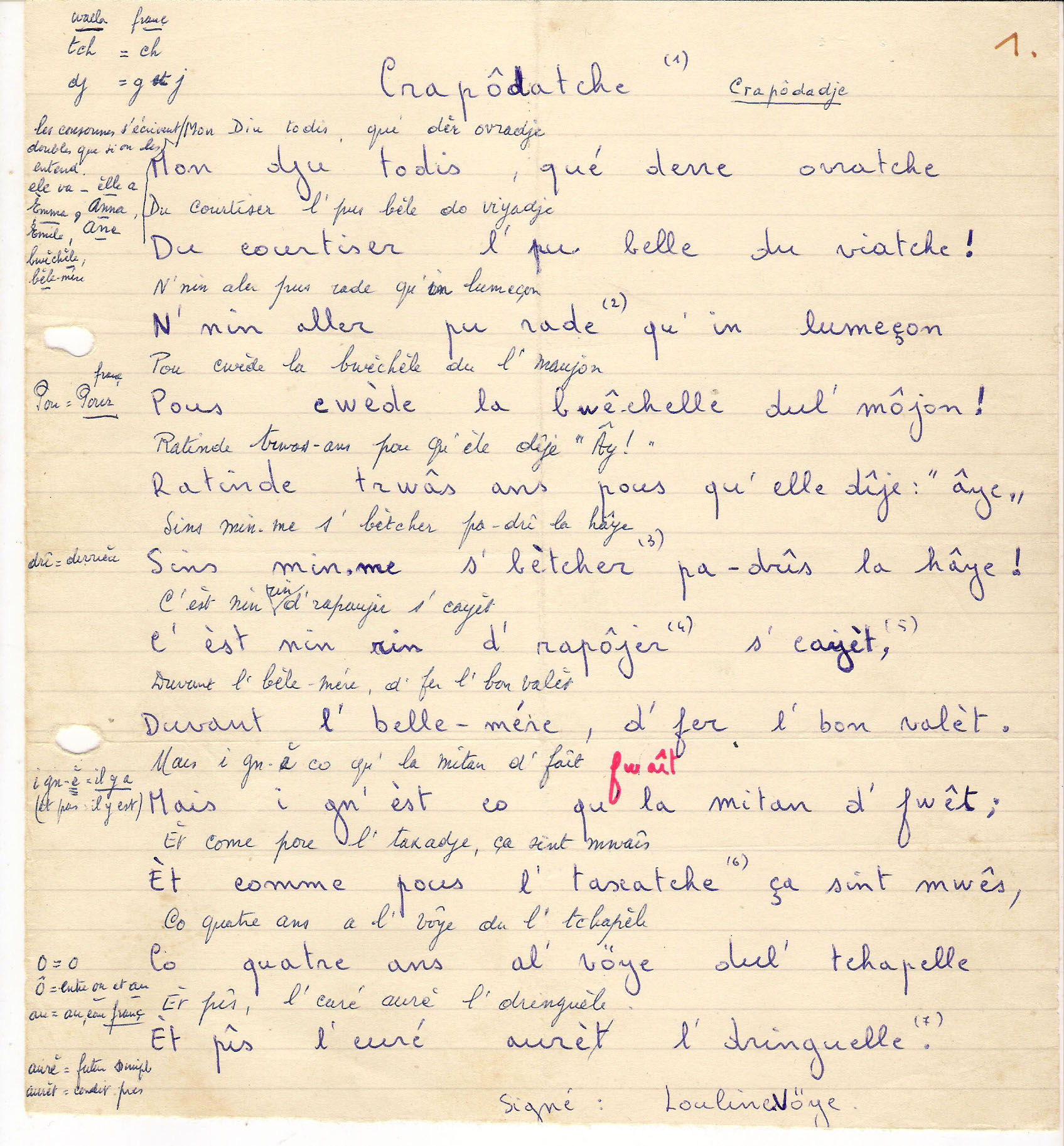
Manuscrit de son tout premier poème en wallon, corrigé par Lucien Léonard (wa) qui fut son précepteur.
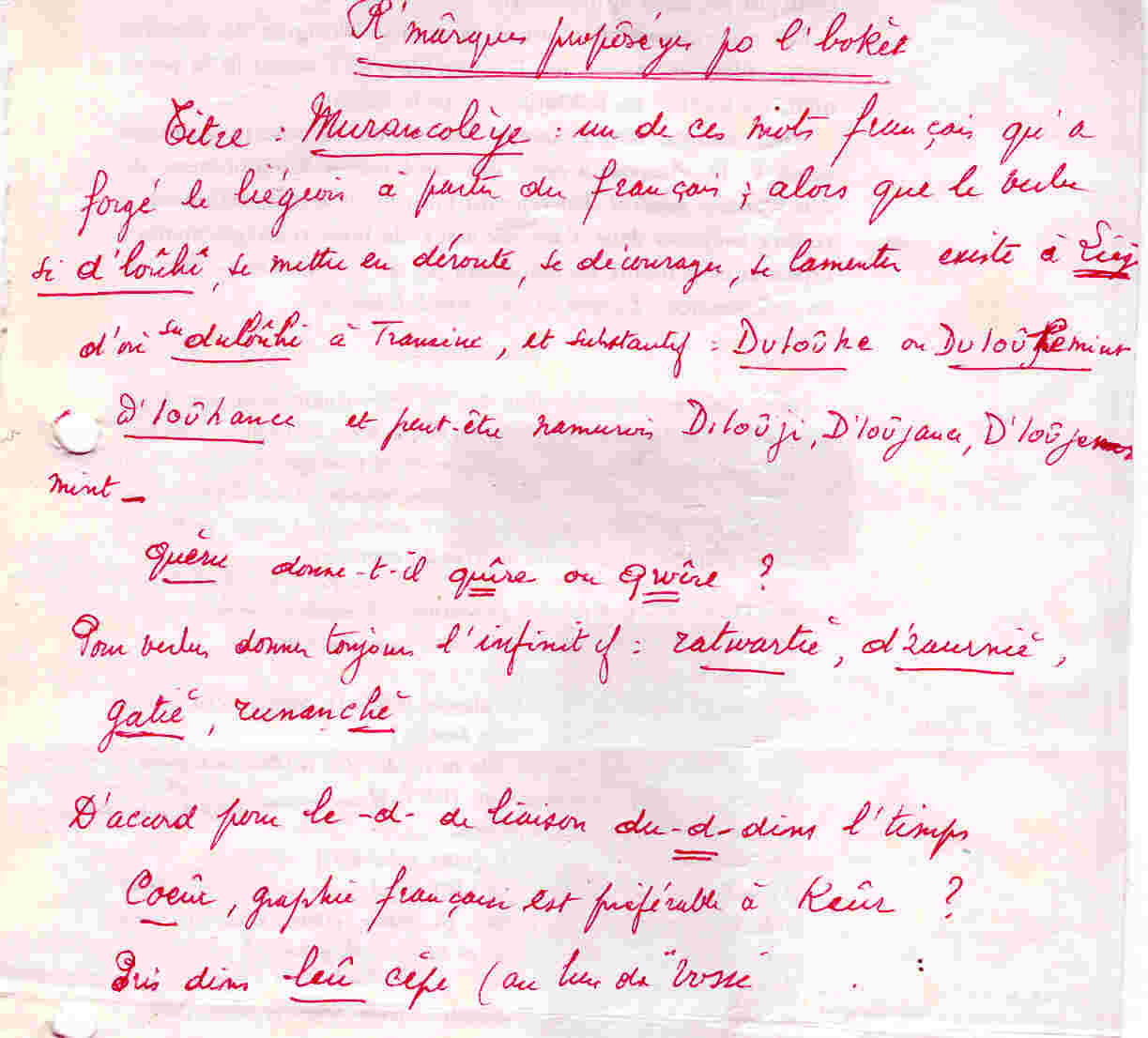
Un autre de ses écrits, également corrigé par Lucien Léonard.
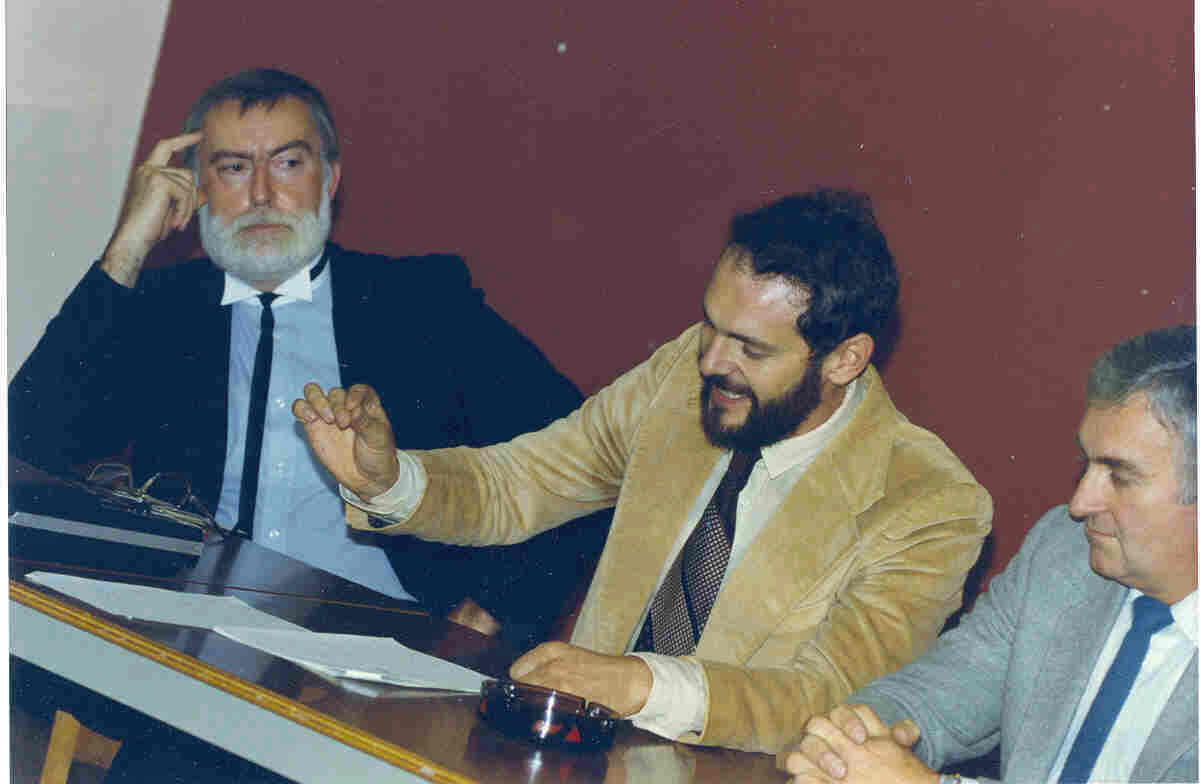
Discours de Lucyin Mahin au vernissage de « Ene båke so les bwès d' l' Årdene » ([FR] Un regard sur les bois de l'Ardenne).

### Mise en place durfondou

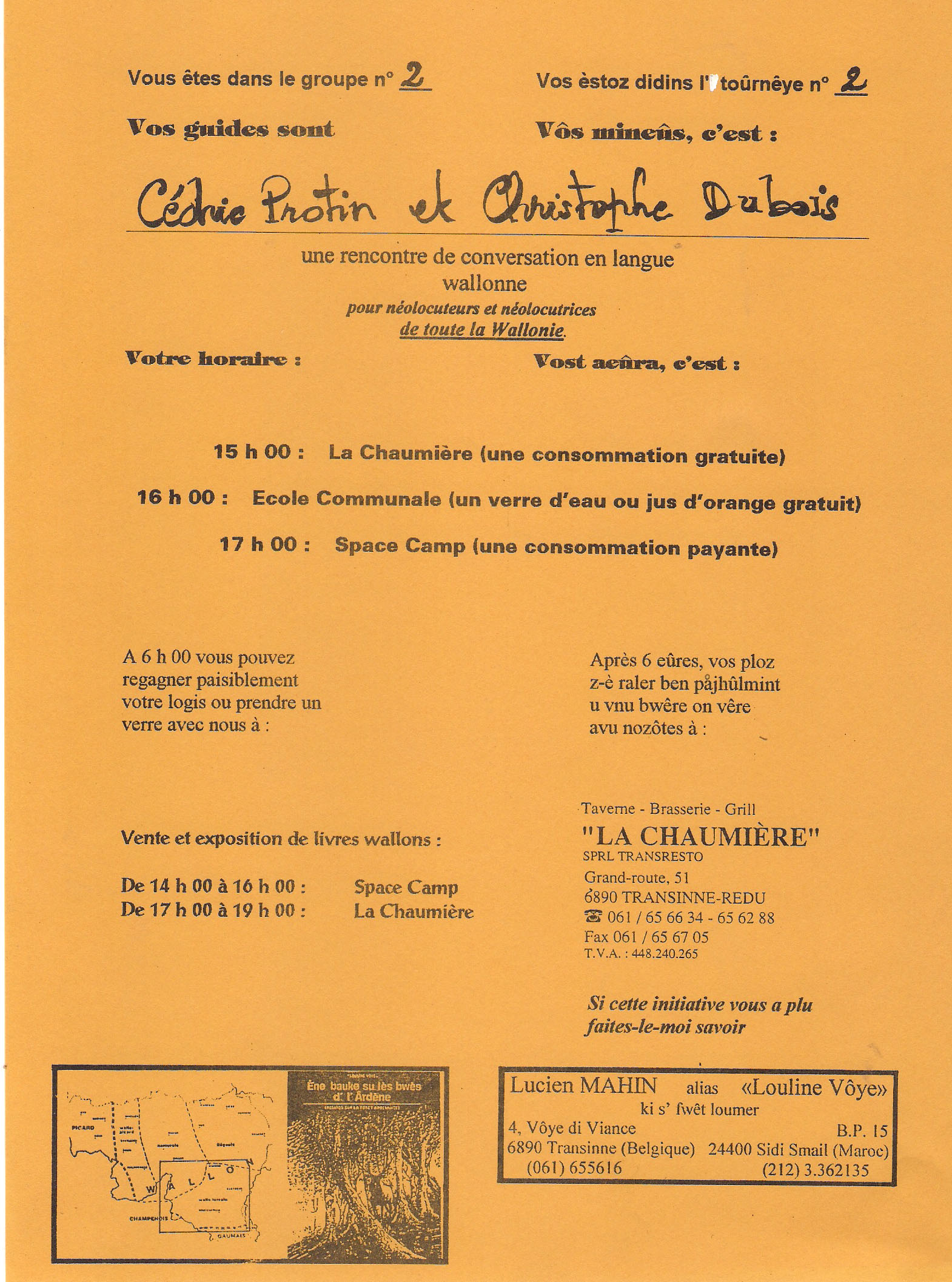
Invitation à la rencontre des rcåzeus du wallon, mise en place à Transinne, en 1994.

Entre 1993 et 1995, Lucyin Mahin rédige Waldim, une série de seize textes en français sur les néologismes et l'harmonisation orthographique du wallon, dont le titre signifie: « walon did dimwin » (en français « Le wallon de demain »). Il devient, dès lors, un promoteur convaincu de la nécessité d'une standardisation du wallon ; du moins pour l'écrit. Cette forme standardisée, ou orthographe commune, s'appelle en wallon le r(i)fondou walon.
En 1995, Lucyin Mahin rassemble, à nouveau, les œuvrants du wallon, à Transinne, ce qui marque la naissance de l'« Association de néo-locuteurs wallons d'Ardenne méridionale (wa) », menée par Pierre Otjacques (wa), Yves Gourdin et Louis Baijot, qui publie entre 1996 et 2009 la revue « Coutcouloudjoû » (onomatopée wallonne du chant du coq). La même année, Lucyin Mahin commence à étudier le lexique des dialectes sud-wallons. Il les rassemble dans un ensemble de fiches, qui ne sont jamais finalisées : « L’égouttage des mots de la Basse-Ardenne (wa)».
En 1996, Lucyin Mahin rassemble, à Louvain-la-Neuve, quelques « œuvrants du wallon », que l'on nomme dans cette langue « waloneus » et qui voyaient un bel avenir pour la langue . On y retrouvait notamment Michel Francard, mais aussi Dominique Heymans (wa), Thierry Dumont (wa), Joseph Lahaye, Charles Massaux et Laurent Hendschel (wa). L'association « Li Rantoele » (en français Le Réseau) va bientôt naître. C'est, par ailleurs, cette même association qui publie la revue possédant ce nom. L'année suivante, Lucyin Mahin monte un site web en wallon, « L'Aberteke » (le mot désigne au départ les panneaux d'affichage officiels au Moyen Âge ; et a donc un sens similaire au français). Ensuite, durant l'année qui suit, il invite des personnalités politiques à une réunion à Redu, sur le rapport entre le wallon et l'économie. Jean-Claude Somja et Jean-Pierre Hiernaux étaient à la tribune.
En outre, il met sur pied un petit lexique, (wa) Les 3000 mots walons ki vnèt l' pus a pont e 1998 (en français « Les 3 000 mots wallons indispensables en 1998 »), diffusé sous forme de syllabus. De plus, toujours dans le cadre de la normalisation orthographique, il commence « Lettre B » un essai de franwal (en français « Dictionnaire bilingue français-wallon »). C'est dans ce syllabus qu'il publie pour la première la règle de disfaflotaedje (en français « désaccentuation ») des voyelles longues : î, û et oû ; devant des consonnes sonores. C'est-à-dire que l'accent circonflexe n'est pas nécessaire dans ces cas-là, la phonologie du wallon rendant ces voyelles naturellement longues dans cette position. Lucyin Mahin poursuit en travaillant sur le DTW (Diccionaire di Tot l' Walon), et encode les entrées à la lettre Z.
En 1999, il rédige avec 22 autres co-auteurs Qué walon po dmwin ?, un livre de 400 pages écrit en français qui traite de la langue de Defrêcheux.

### Diversification de ses activités
Dès l'an 2000, sur une initiative de Pablo Saratxaga, Lucyin Mahin commence à travailler sur l’esplicant motî, un dictionnaire explicatif en wallon dont chaque entrée contient, entre autres, des phrases d'exemple pour chaque définition. Ce travail est inédit dans l'histoire de la langue wallonne. Par ailleurs ils y travaillent toujours dessus. Les données ont été, dans un premier temps, mises en ligne en tant que simples pages HTML dans une section de son site l'Aberteke. C'est aussi pendant cette année-là que ce vétérinaire wallonophone dispense une conférence dans la langue de Defrêcheux, à Louvain-la-Neuve. Cette conférence avait pour objectif d'établir un état des lieux, après dix ans de rfondaedje (en français « standardisation de l'orthographe »). Cette conférence s'appelait Rifonde nosse walon: dijh ans d' boutaedje dissu (1991-2000) (en français « Standardiser la langue wallonne : dix ans de travail »). 

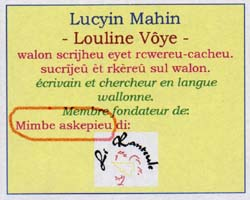
En-tête de ses lettres, vers 2001. L'expression entouré mimbe askepieu stipule « membre fondateur ».

Trois ans plus tard, Lucyin Mahin a fondé les scoles di Bive (en français « écoles de Bièvre »). Ces écoles organisent des cours pour adultes, wallonophones, pour leur apprendre à lire le rfondou (orthographe commune) selon l'accent de leur dialecte. C'est au cours de cette même année, que ce poète a soutenu l'idée de Pablo Saratxaga ; un dictionnairiste wallonophone. Cette idée est la création de Wikipédia en wallon.
En 2005, le contenu de l’ esplicant motî commence à être recopié, petit à petit, sur Wikipédia en wallon (sous un pseudo-espace de nommage « Motî: »), où s’effectueront, jusqu'en 2009, les complétions, corrections et ajouts lexicographiques. Les articles encyclopédiques pouvant ainsi aisément avoir les vocables peu usuels, à l'orthographe inhabituelle, ou les néologismes techniques, liés à des entrées de type dictionnaire les définissant. À partir de l'année 2009, l' esplicant motî déménage sur le Wiccionaire (en français « Wiktionary wallonophone »).

Pour le vernissage, il organise à Bièvre, une fête où seront présentés trois livres en wallon : Eviè Nonne (Lucyin Mahin), So l'anuti (Laurent Hendschel) et Èl fi do chayteû (Maurice Georges). Ce dernier est un roman autobiographique, écrit en orthographe Feller.

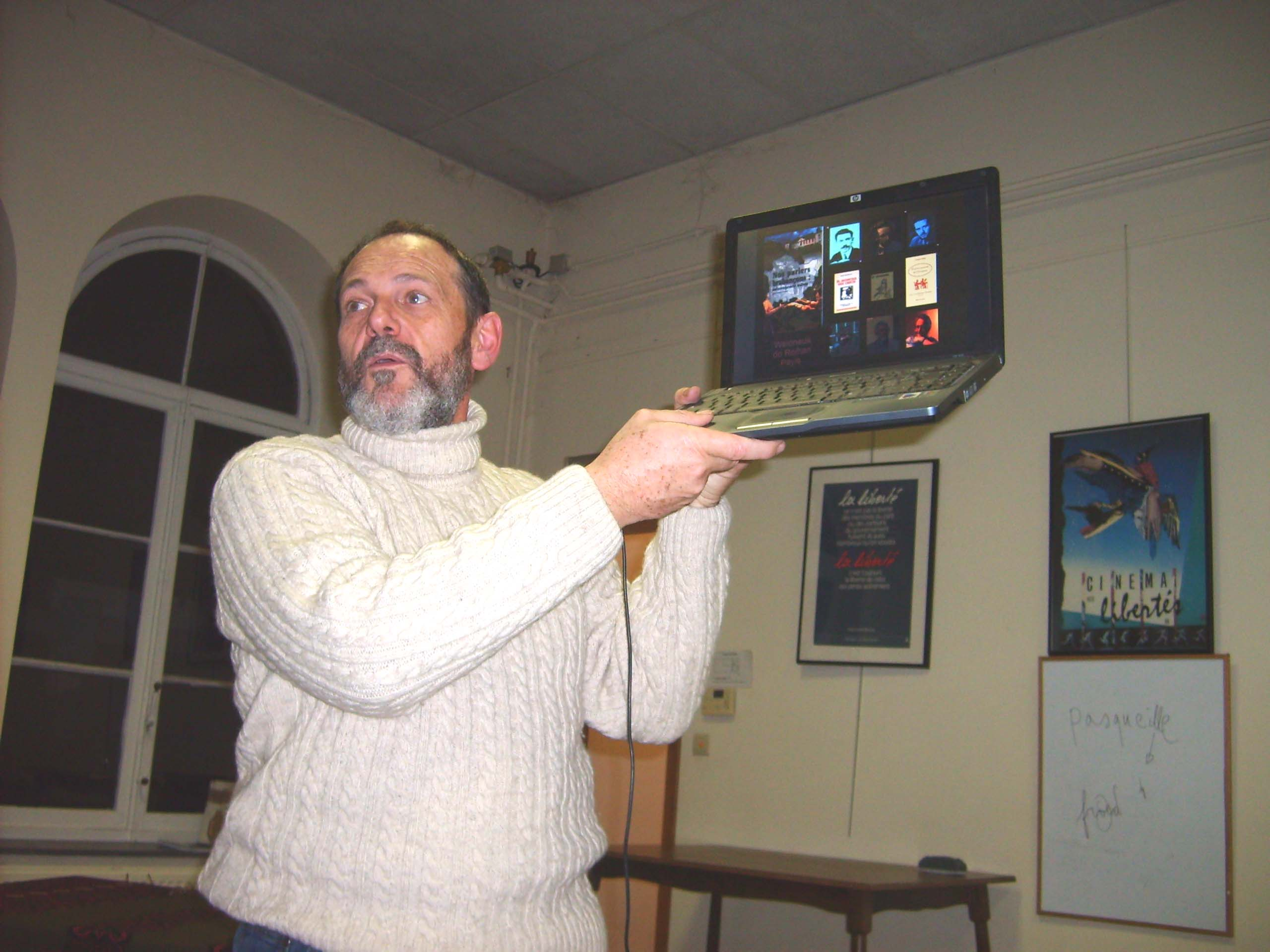
Le militant pour la langue wallonne à Chaumont-Gistoux, dans le cadre d'une conférence, en 2007, avec quelques soucis techniques.

En 2007, Lucyin Mahin donne deux conférences en français, une sur les mots wallons de provenance celtique et une autre sur l'histoire et l'avenir de la langue wallonne. Il publie également, l'année qui suit, pour la première fois sur YouTube des petites vidéo sous forme de reportage en wallon, ce qu'il continuera à faire régulièrement depuis.
En 2009, il reprend son essai de 3 000 mots sorti en 1998, et le donne à Yannick Bauthière qui travaille avec Djan Cayron sur un dictionnaire bilingue wallon-français et français-wallon de deux fois 4 000 mots. L'ensemble du lexique est adapté à l'orthographe wallonne commune. Il en résultera le « petit dico de poche / pitit motî d' potche », publié aux éditions Yoran Embanner et présenté lors des fêtes de Wallonie 2009. Cela donnera aussi de l'élan au projet Wiccionaire. La même année, il entraide l'UTAN (Université du Troisième Âge de Namur) pour organiser un cåbaret walon à Bièvre. Cela sera réédité en 2010. En 2011, son nouveau roman « Vera  », est présenté à Transinne.
En 2004, Lucyin Mahin publie Li batreye des cwate vints, premier roman en rfondou walon à être imprimé et diffusé par les canaux de librairie classiques. Cependant, le tout premier roman rédigé en rfondou, stricto sensu, est « So l' anuti » de Laurent Hendschel (wa).
Au cours de sa carrière littéraire, Lucyin Mahin rédige de nombreuses poésies. Une partie de celles-ci sont consultables sur le Wikisource wallophone : le Wikisourd. En effet, la plupart de ses travaux sont publiés sur la licence suivante : CC-BY-SA 4.0.
[(wa) lire sur Wikisource]

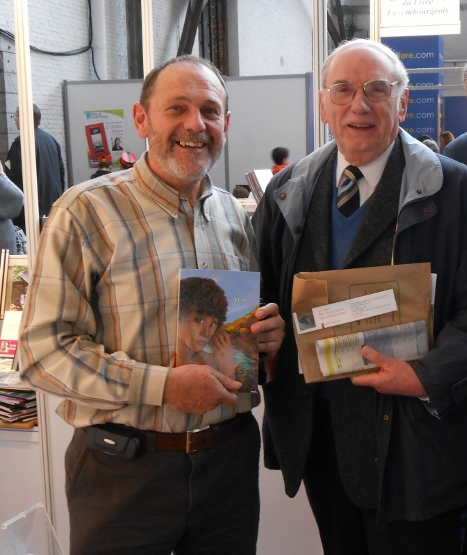
Lucyin Mahin, à gauche, avec Valmy Féaux à la Foire du livre de Bruxelles, en 2013.
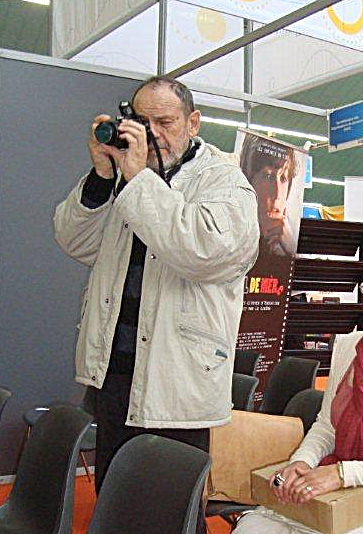
Lucyin Mahin, comme photographe, au colloque de Charleroi sur les livres en wallon pour les jeunes, en 2014.
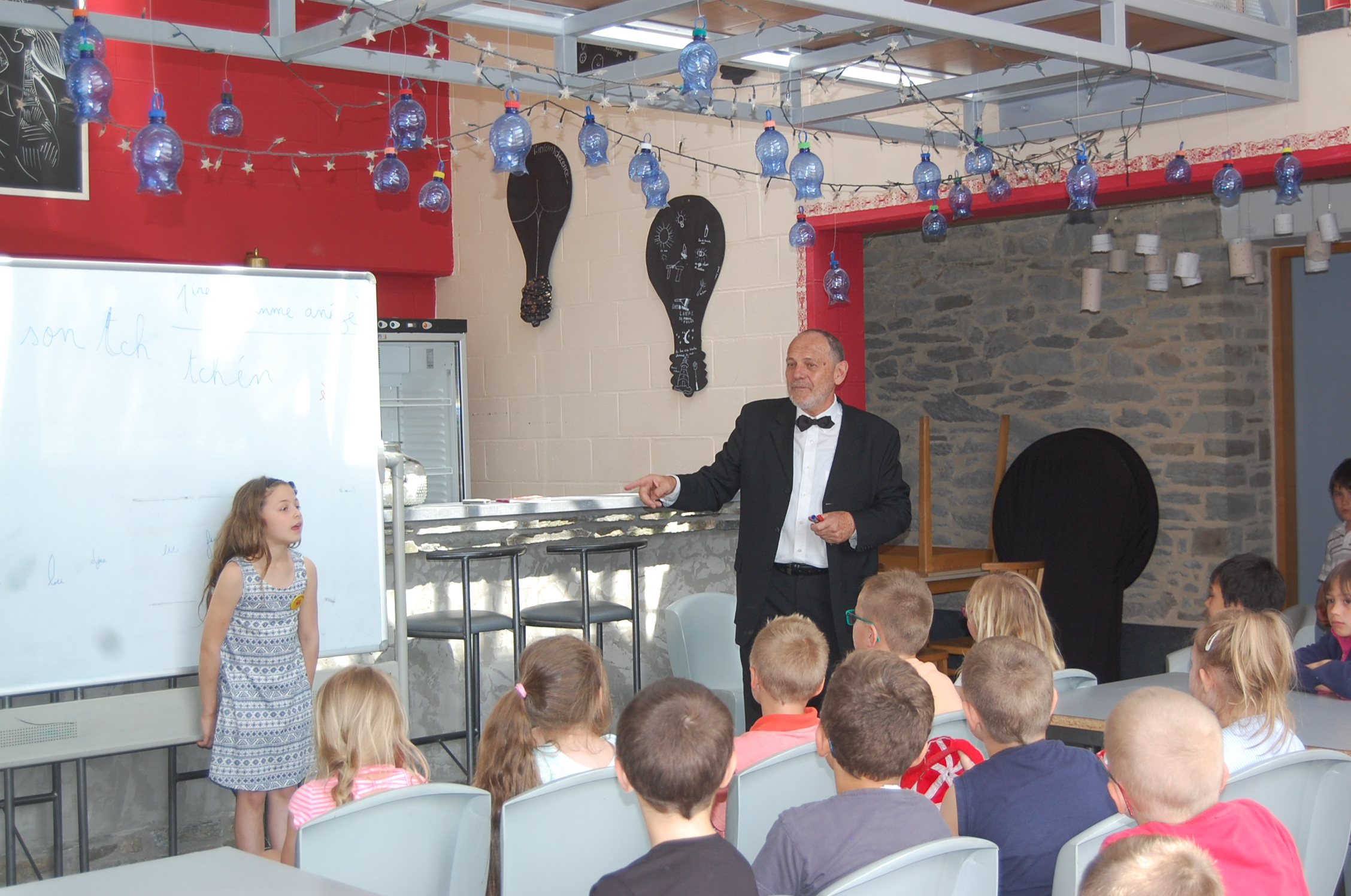
Activité locale lors de la Fête des langues de Wallonie, en 2017.
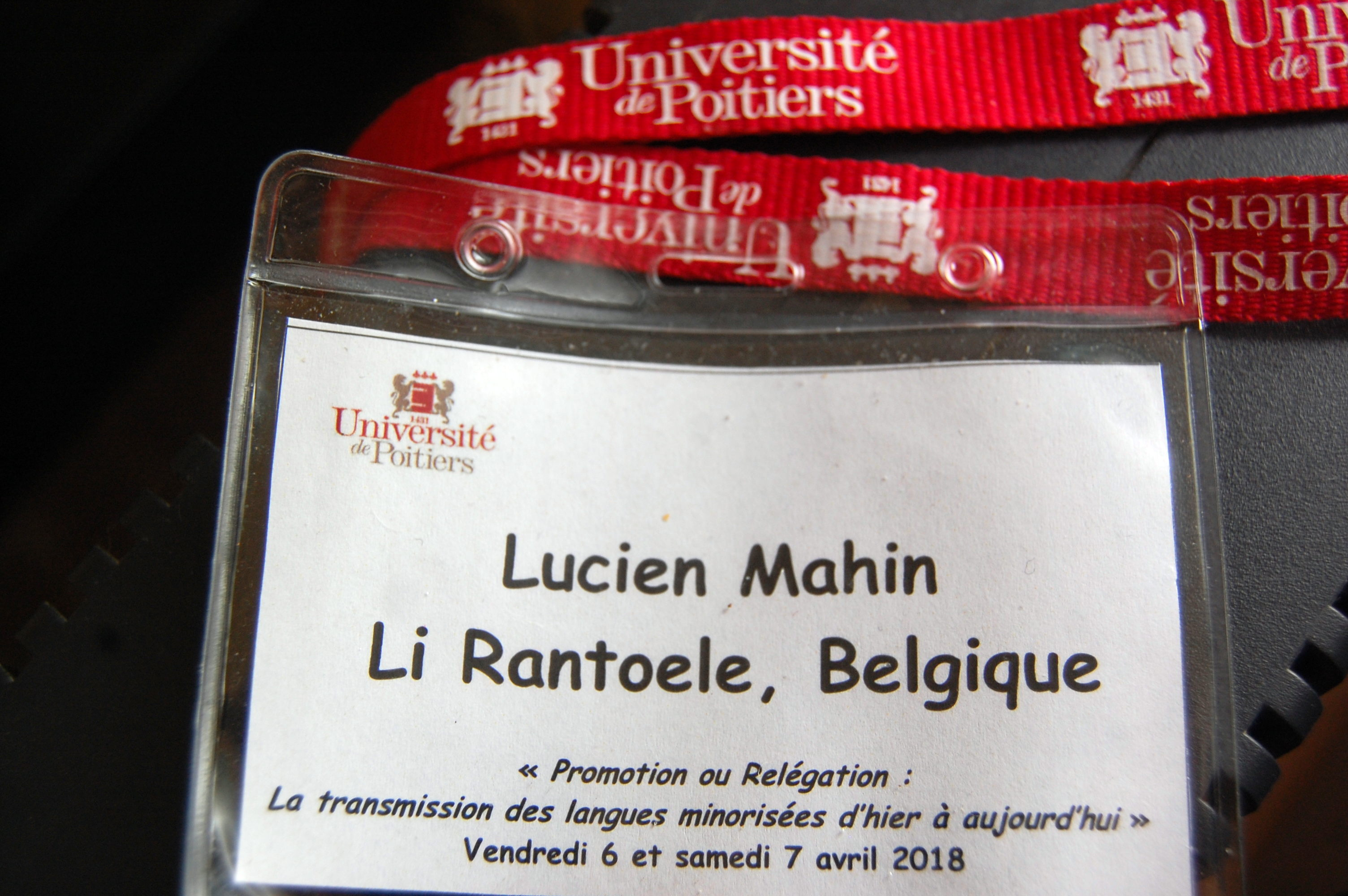
Carte de présentation comme orateur au colloque organisé par l'Université de Poitiers, portant les langues menacées, en avril 2018.
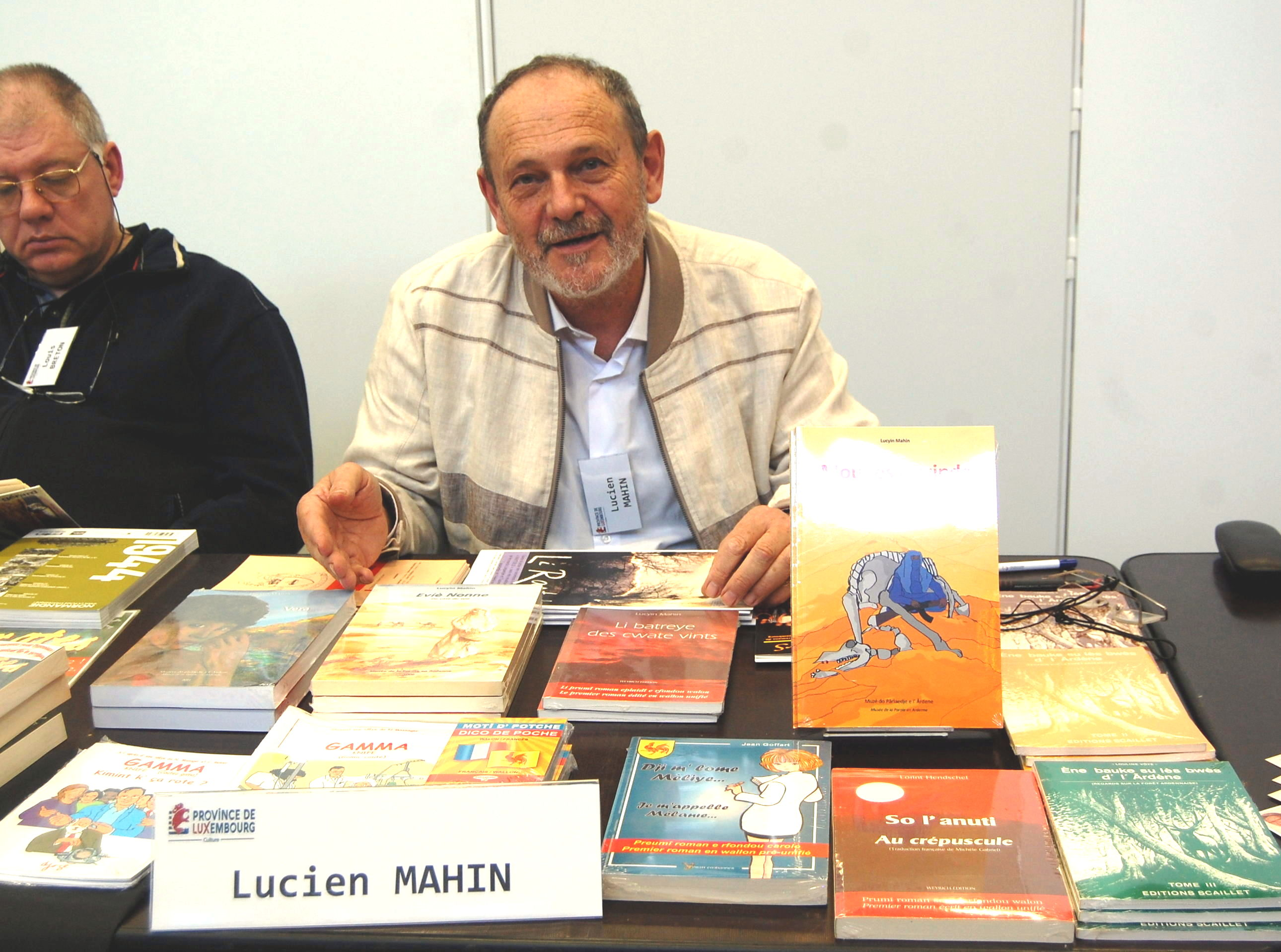
L'auteur wallophone à son stand, à l'occasion de la Foire du livre d'Étalle, en 2019.

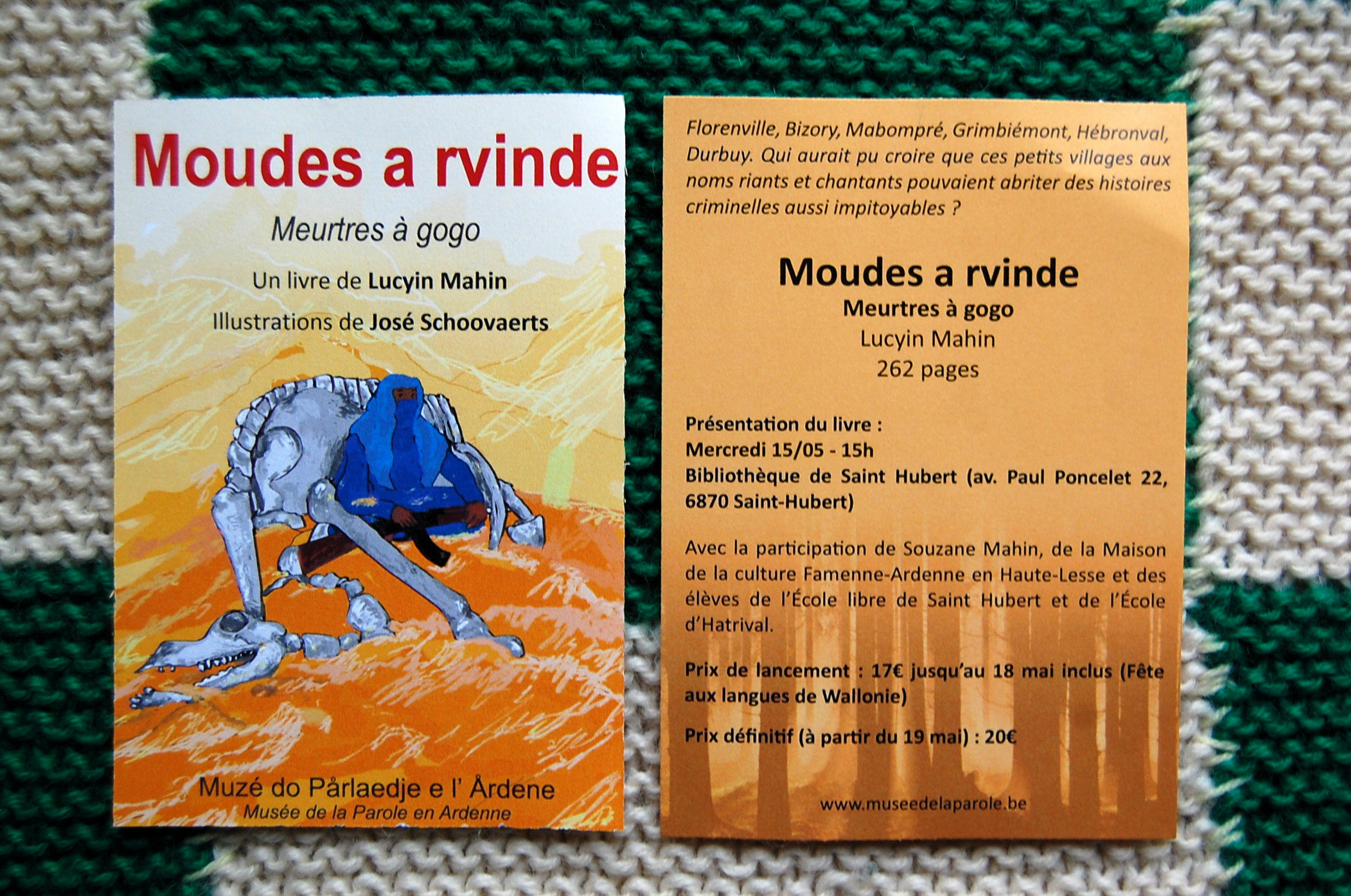
Première et quatrième de couverture de « Moudes a rvinde »

## Médias

### Magazine trimestriel
Lucyin Mahin est à l'origine de la création du magazine trimestriel Li Rantoele, dont le premier numéro est publié en 1996, et dont il est le rédacteur en chef depuis 2005. Durant ses deux premières années, il est seul aux commandes. Cependant, José Schoovaerts le rejoint pour une durée de dix ans dans cette tâche. Depuis 2018, Lucyin Mahin s'occupe de la rédaction avec Jean Cayron.
La plupart des numéros de ce trimestriel sont sous la licence suivante : CC-BY-SA-4.0. Par conséquent, certains textes sont disponibles sur le Wikisource wallonophone : le Wikisourd.

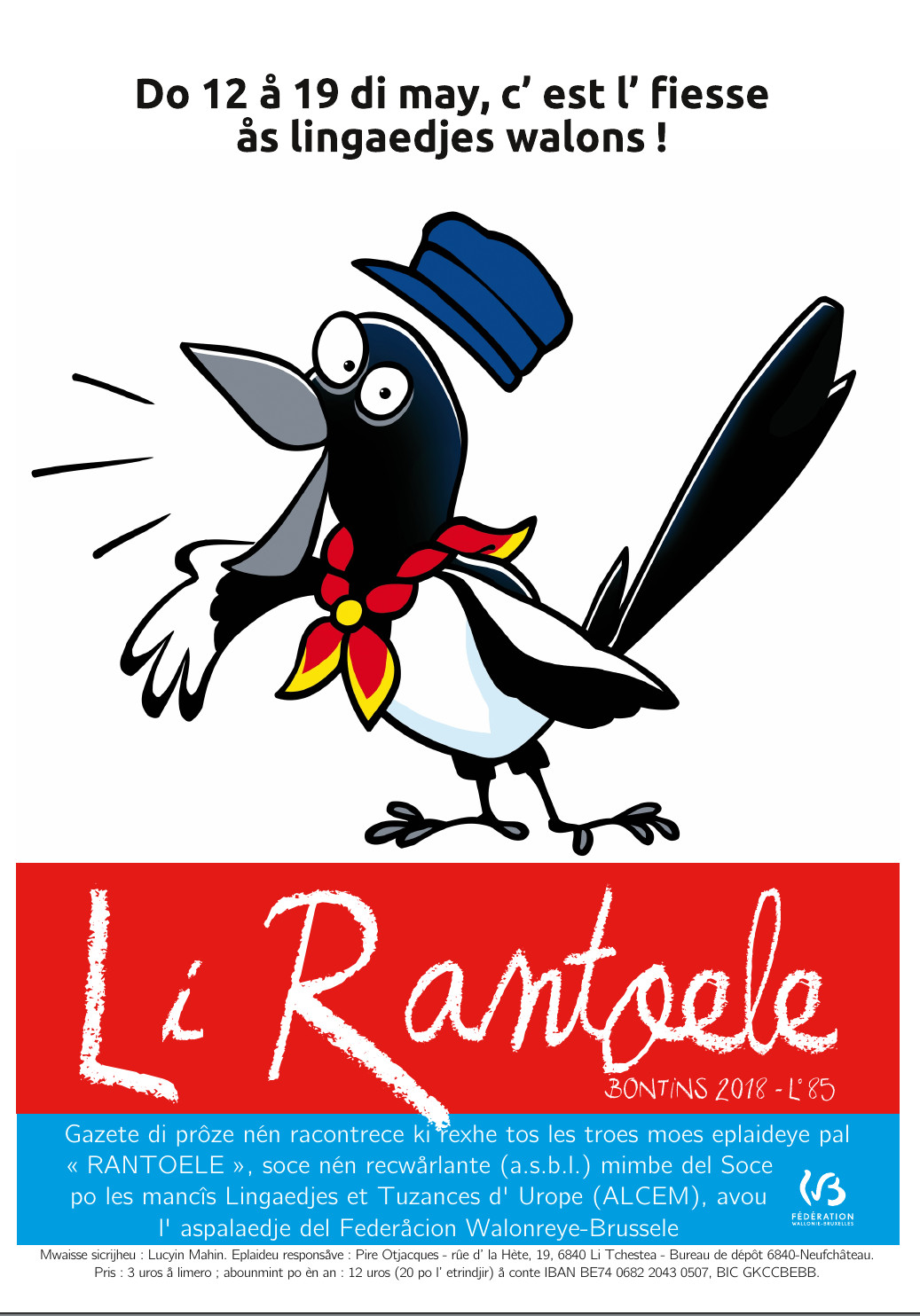
Huitante-cinquième numéro du magazine, avec la mascotte de la Fête des langues de Wallonie, en couverture.

[(wa) lire sur Wikisource]

### Audiovisuel wallophone
À partir de 2008, il diffuse sur internet, par le biais de la chaîne YouTube la « tévé walon-cåzante », active jusqu'en 2018, des vidéos en wallon de documentaires, interviews de personnes ou des cours de langue wallonne.

### Romans et recueils de nouvelles
- (wa) C' est todi l' aiwe ki doime ki neye, 1983[17]
- (wa) Li ptite comére avou l' blanke camuzole, 1984[17]
- (wa) Li batreye des cwate vints, 2004[2] (en français « La bataille des quatre vents ») (ISBN 2930347368)
- (wa) Eviè Nonne, 2005[17],[18] (en français « Vers le Sud »)
- (wa) On plaijhî våt l' ote, 2005[17]
- (wa) Moudes a rvinde, 2019[19]

### Autres ouvrages
- (wa) Ene båke so les bwès d' l' Årdene, trois tomes, 1984-1993
- Qué walon po dmwin?, 1999 (ISBN 2-87399-072-4)